# Vestfossen (przystanek kolejowy)
Vestfossen – kolejowy przystanek osobowy w Vestfossen, w regionie Buskerud w Norwegii, jest oddalony od Oslo Sentralstasjon o 75,79 km. Jest położony na wysokości 22,8 m n.p.m.

## Ruch pasażerski
Leży na linii Sørlandsbanen. Jest elementem  kolei aglomeracyjnej w Oslo. Przez stację przebiegają pociągi linii 450.  Stacja obsługuje Oslo Sentralstasjon, Drammen, Asker, Lillestrøm i Skøyen.
| Numer | Stacja początkowa | stacja końcowa |
| ----- | ----------------- | -------------- |
| 450   | Kongsberg         | Eidsvoll       |

Pociągi linii 450 odjeżdżają w obu kierunkach co godzinę; od Asker jadą trasą Askerbanen a między Oslo a Lillestrøm jadą trasą Gardermobanen. 

## Obsługa pasażerów
Wiata, poczekalnia, parking na 50 miejsc, parking rowerowy, przystanek autobusowy. Odprawa podróżnych odbywa się w pociągu.